# Sara Gadalla Gubara

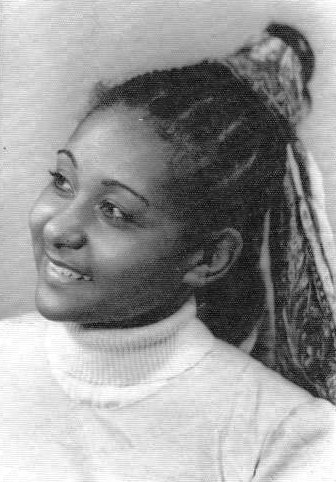
Sara Gubara, 1970

Sara Gadallah Gubara Al-Faki Ibrahim (* 23. dubna 1956) je súdánská závodní plavkyně, filmová režisérka a fotografka. Byla první Súdánkou, která se zúčastnila mezinárodních plaveckých závodů, jako byl mezinárodní závod v dálkovém plavání Capri v Itálii, a první Súdánkou, která přeplavala Lamanšský průliv do Francie, přestože v dětství onemocněla obrnou. Kromě své celoživotní sportovní aktivity se stala ve své zemi známá jako průkopnická filmařka, nejprve asistovala svému otci Gadallovi Gubarovi a později režírovala své vlastní filmy.

## Životopis
Sara Gadalla se narodila v Helat Hamd, Chartúm Bahri, dne 23. dubna 1956. Její otec Gadalla Gubara byl průkopnický súdánský kameraman, filmový producent, režisér a fotograf. Ve dvou letech onemocněla obrnou, což mělo za následek poškození levé nohy. Na pokyn jejich lékaře ji pak otec přivedl k plavání, aby jí pomohl zmírnit její celoživotní handicap a posílit její osobnost.
Navštěvovala základní školu pro dívky v Helat Hamdu a poté dívčí školu Amirya v Chartúm Bahri. Navštěvovala dívčí školu Abu Bakr Sorour v Omdurmánu a střední dívčí školu Shendi.

## Plavecká kariéra

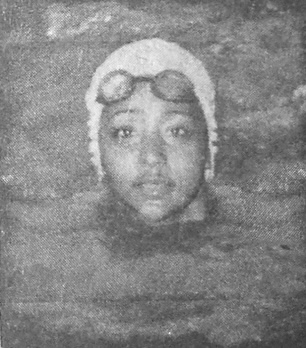
Sara Gubara, asi 1972

Když jí bylo šest let, Sara se stala zdatnou plavkyní a účastnila se několika akcí na krátké vzdálenosti. Její otec byl silně zapojen do dohledu a podpory její rozvíjející se sportovní kariéry. Připojila se ke sportovnímu klubu Al-Kawkab v Chartúm Bahri, aby trénovala plavání. její trenér byl Bayoumi Mohammed Salem, který pomohl rozvíjet její dovednosti. Trénovala v řece Nil a v bazénu Domu kultury, který se nachází vedle Republikánského paláce v Chartúmu. Dále se zúčastnila mistrovství republiky na krátké trati a v roce 1968 reprezentovala Súdán v juniorském plaveckém týmu do šestnácti let v Nairobi a získala třetí místo.

### Národní soutěže
V roce 1972 se Sara připojila k plaveckému týmu v klubu Al-Hilal v Omdurmanu a začala se účastnit závodů na dlouhé tratě. Zúčastnila se mnoha těchto závodů, kde současně soutěžili muži a ženy. Cena byla udělována pro prvního, druhého a třetího výherce bez ohledu na pohlaví.
Dále její soutěže zahrnovaly závod Jabal Awliya (50 km), jednoho z nejdelších závodů, který startoval z přehrady Jabal Awliya na Modrém Nilu a končil v TV Building v Omdurmanu. Tam skončila třetí za plavci Abd al-Majid Sultan Kigab a Salimem. V závodě Atbara (30 km), skončila celkově čtvrtá jako první plavkyně a z Wad Madani do Um-Sunat (30 km), skončila druhá za Kigabem. V závodě z Wad Nemari do Dongoly (30 km), která se konala během svátků nezávislosti, se umístila na druhém místě. Sára se prosadila i v nejtěžším plaveckém stylu motýlek, který vyžaduje flexibilitu a velkou fyzickou sílu, kde také excelovala a dosahovala rekordů. Rekordy zaznamenané jejím jménem byly 50 metrů motýlek, 100 metrů volný způsob plavání a 100 a 200 metrů znak.

### Mezinárodní soutěže

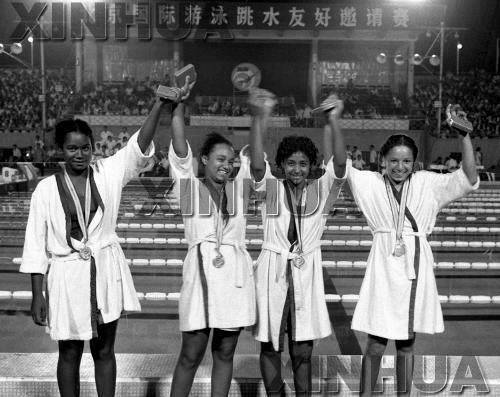
Sara Gubara v Pekingu v roce 1975, druhá zprava

Na mezinárodní úrovni Sara reprezentovala Súdán na různých soutěžích v Keni, Velké Británii a Číně, kde získala zlatou medaili a stala se jednou z prvních súdánských účastnic mezinárodních plaveckých závodů. Zúčastnila se závodu Maratona del Golfo Capri – Neapol v roce 1974 (36 km) v Itálii její vůbec nejvýznamnější zahraniční účast, kde získala druhé místo na úrovni amatérů, a 23 (z 25) v kategorii profesionálů. V roce 1975 reprezentovala Súdán na hrách v Pekingu a získala zlatou medaili v kategorii na krátké vzdálenosti. V roce 1977 se znovu zúčastnila závodu Capri – Neapol se slanou vodou, ale v profesionální kategorii skončila poslední.

### Odchod do sportovního důchodu
Sara odešla do důchodu s více než 35 národními a mezinárodními medailemi a byla první Súdánkou, která přeplavala Lamanšský průliv do Francie. Za její průkopnickou roli v súdánském plavání jí Mezinárodní olympijský výbor v roce 2008 udělil děkovný certifikát a byla také oceněna na národní i mezinárodní úrovni.
Sara je navíc mezinárodně akreditovanou instruktorkou vodního aerobiku, plavčicí a sportovní administrátorkou. Od roku 2003 působí jako generální sekretářka Súdánské plavecké federace. Dále je členkou Místního výboru žen a Súdánské federace všeobecného handicapu.

## Film
Sara Gadalla jako filmařka po vzoru svého otce nastoupila nejprve na Vysokou školu výtvarných a užitých umění v Chartůmu, studium zde však nedokončila. Místo toho šla studovat kinematografii na Káhirský vyšší institut kinematografie v Egyptě a v roce 1984 promovala na katedře animace jako jedna z prvních súdánských žen. Sara je považována za jednu z prvních a vzácných súdánských filmových režisérek a významně přispěla k historii kinematografie v Súdánu.

### Spolupráce s otcem

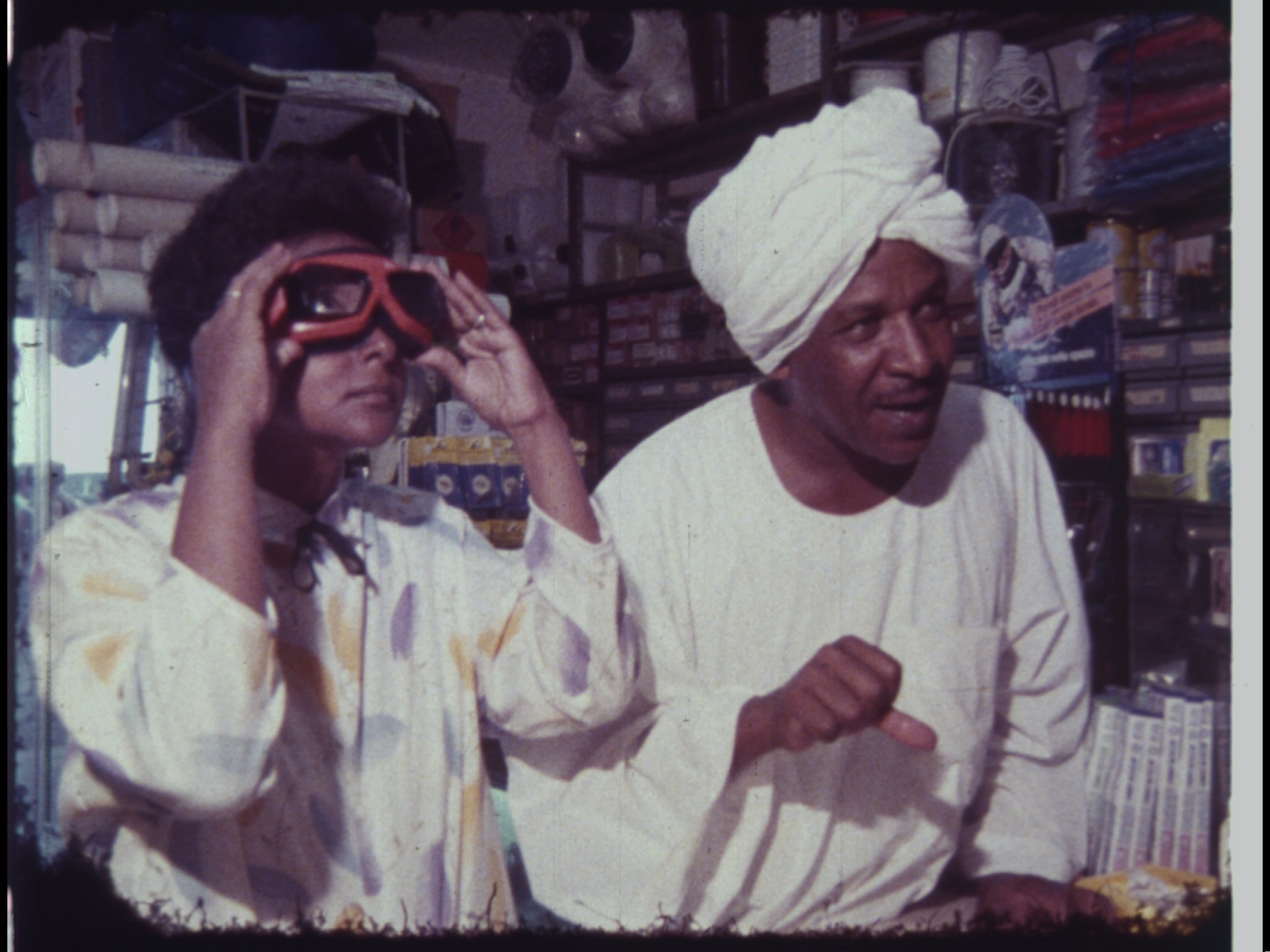
Sara a Gadalla Gubarovi v jejich dokumentu Viva Sara, 1984

V roce 1984 Gadalla Gubara natočila polodokumentární krátký film s názvem Viva Sara, který vypráví příběh Sary, která se i přes své tělesné postižení stala jednou z nejlepších súdánských atletů. Název filmu Viva Sara vzešel z doprovodných zpěvů diváků, když se Sara v roce 1974 zúčastnila závodu Capri-Neapol.  Tato událost také inspirovala film z roku 1994, Sarahsarà od italského režiséra Renza Martinelliho.
Poté, co její otec ve věku 80 let ztratil zrak, mu Sara pomáhala s jeho pozdějšími filmovými projekty včetně adaptace francouzského románu Bídníci (2006) a jeho autobiografie „Můj život a kino." Její dokument z roku 2004 "The Lover of Light" je metaforou pro Gadalla Gubaraův zrakový debakl a jeho touhu využít film ke zvýšení povědomí o společenských problémech. S tímto a dvěma dalšími filmy se v roce 2008 zúčastnila filmového festivalu v Kampale.
Po demolici otcova „Studio Gad“ súdánskou vládou v roce 2008 po osmileté právní bitvě o vlastnictví půdy, Sara pracovala na zachování filmového odkazu svého otce, který dokumentoval historii Súdánu, snahou o digitalizaci a archivaci jeho filmů. V letech 2014 až 2016 velkou část filmů jejího otce digitalizoval Institut für Film und Videokunst v Berlíně a byly znovu uvedeny publiku v Súdánu i v zahraničí.

### Ostatní produkce
V roce 1985 Sara Gadalla po absolvování Vyššího institutu kinematografie pracovala pro Sudan TV a měla na starosti oddělení animace. Tradičním způsobem ruční kresby dokončila asi tři nebo čtyři animované filmy. V roce 1989 se přestěhovala do Království Saúdské Arábie poté, co se provdala za lékaře, kde režírovala reklamy a dokumentární filmy. Po dvanácti letech se vrátila do Súdánu a založila své studio Belissar Art Production, kde pracovala jako kameramanka, režisérka a střihačka. Dále dokončila animovanou verzi známé súdánské pohádky Fatima Al-Samha, která se později stala námětem pro další animovaný film Mai Elgizouli, súdánské tvůrce nové generace.
Poté Sara Gadalla přestala produkovat animované filmy kvůli jejich vysoké finanční náročnosti a přešla na dokumentární filmy. Zúčastnila se několika festivalů v Nigérii, Jižní Africe a na Zanzibaru. Konkrétně Sara Gadalla natočila několik dokumentů a krátkých filmů o situaci žen v Súdánu a škodlivých společenských zvycích, které jsou vůči nim praktikovány, včetně mrzačení ženských pohlavních orgánů, kterému věnovala osm filmů. Tyto filmy jsou určeny k tomu, aby poučily Súdánské lidi, zejména ty, kteří žijí v odlehlých oblastech, o nebezpečích této škodlivé praxe. Podobně pracovala i na filmu o súdánských ženách ve všech politických, uměleckých a sportovních oblastech se zaměřením na průkopnické osobnosti. Podobně jako v dřívějších filmech jejího otce na stejné téma, Píseň o Chartúmu, natočila několik filmů o súdánských městech, například o Chartúmu.

## Osobní život
V roce 1989 se Sara provdala za Bla Abu Snena a mají tři děti, Sami, Khalid a Samahir.